# Алехандра Пісарник
Фло́ра Піса́рник Бромікер (ісп. Flora Pizarnik Bromiker, 29 квітня 1936, Авельянеда — 25 вересня 1972, Буенос-Айрес), більш відома під псевдонімом Алеха́ндра Піса́рник (ісп. Alejandra Pizarnik) — аргентинська поетеса і перекладачка українсько-єврейського походження.

## Життєпис

### Дитинство
Флора Пісарник народилася 29 квітня 1936 року у місті Авельянеда другою донькою у родині українських євреїв Іллі Пісарника і Рози (Рейзлі) Бромікер, які переїхали до Аргентини з Рівного за два роки до цього. В Аргентині Пісарники займалися ювелірною справою. Усі їхні родичі, які залишилися в Україні, були невдовзі знищені нацистами.
Паралельно зі звичайною, Флора вчилася в єврейській школі «Zalman Reizien Schule». У родині і в школі дівчинку називали Блюма або Блімеле, в перекладі з їдиш «квітка». В офіційних документах її ім'я записали як Флора.
Дитинство письменниці було проблемним. Дівчина страждала від слабкого здоров'я (астми) і заїкання, а також психологічних проблем — іммігрантського статусу у чужій країні, комплексів щодо нетипової зовнішності, порівнянь матері зі старшою сестрою. В юності, побоюючись погладшати, стала вживати амфетаміни, від яких стала залежною і отримала розлади сну, які намагалася подолати за допомогою барбітуратів.
Щоб віддалитися від негараздів дитинства і нав'язаних іншими очікувань, Флора Пісарник змінює ім'я на Алехандра.

### Початок творчості
З середньої школи Пісарник захопилася літературою і філософією. Її особливо цікавили твори Арто, Рембо, Бодлера, Маларме, Рільке, сюрреалізм та екзистенціалізм. У той же час починає писати. Основними темами у її творчості стають пошуки власної ідентичності й індивідуальності, втрачене дитинство і смерть.
1954 року Алехандра Пісарник вступила до університету Буенос-Айреса на факультет філософії і філології. Спочатку вивчала філософію, перевелася на журналістику, потім на філологію (1955—1957), розпочала заняття живописом у майстерні художника-сюрреаліста Хуана Батле Планаса, зрештою полишивши систематичне навчання і присвятивши себе поезії. В університеті почала читати К'єркегора, Джойса, Пруста, Жіда, Клоделя, Леопарді, Бонфуа, Сандрара, Мішо, Домаля, Порк'я, перекладати вірші Елюара і Бретона, у роботах яких знайшла опору для побудови власної ідентичності. Її творчість цього періоду просякнута темами потягу до смерті, сирітства, відчуженості, внутрішнього голосу і сновидінь. Також в університеті Пісарник знайомиться з Хуаном Хакобо Бахарлією, завідувачем кафедрою сучасної літератури, своїм першим критиком, котрий познайомив з видавцем, який опублікував її першу збірку «La tierra más ajena» (1955).
З 1954 року, відчуваючи симптоми роздвоєння особистості, Алехандра Пісарник стала відвідувати психоаналітика Леона Острова. Ця подія мала важливе значення для її життя і творчості. Острову присвячена друга збірка поезій Пісарник «La última inocencia» (1956).
1958 року виходить збірка під назвою «Las aventuras perdidas», присвячена поету Рубену Велі, з яким поетеса товаришувала. Також вона була близькою з письменниками, що входили до так званої Групи Екіс.

### Життя в Парижі
У 1960—1964 роках Пісарник жила в Парижі, де почала працювати у журналі «Les Lettres Nouvelles». Там познайомилася з Хуліо Кортасаром (є думка, що Пісарник стала одним з прообразів Маги в романі «Гра в класи», Кортасар присвятив їй кілька віршів), Октавіо Пасом, Італо Кальвіно, Андре П'єйром де Мандьяргом, Роже Каюа. У цей період писала для декількох французьких і аргентинських журналів. У 1960-ті роки вона публікує статті про Кортасара, бере інтерв'ю у Борхеса, пише про Мішо, Арто, Хіррі, перекладає вірші Арто, Мішо, Сезера, Бонфуа, Сальваторе Квазімодо, прозу Маргеріт Дюрас, А. П'єйра де Мандьярга. Паралельно вивчає історію релігії і французьку літературу у Сорбонні, завдяки чому захоплюється творчістю Лотреамона.
1962 року у видавництві «Sur» Вікторії Окампо виходить четверта збірка Алехандри Пісарник «Árbol de Diana» (1962), яка відзначається зрілістю поезії. У цей же час поетеса знайомиться з Сільвіною Окампо, з якою буде спілкуватися і листуватися впродовж усього життя.
1964 року Пісарник починає працювати над наступною збіркою «Los trabajos y las noches», яка виходить наступного року. Також вона продовжує співпрацювати з багатьма латиноамериканськими газетами і журналами, де публікує свої поезії та літературознавчі статті про Рікардо Молінарі, Енріке Андерсона Імберта, Андре Бретона, Андре П'єйра де Мандьярга, Рубена Даріо тощо.

### Емоційна криза
Після повернення до Буенос-Айреса Алехандра стає близькою до кола аргентинських сюрреалістів (Е. Моліна, А. Хіррі, О. Ороско, Р. Хуаррос). За спогадами подруги Алехандри, представники літературних кіл, з якими спілкувалася поетеса, не давали їй вийти з образу enfant terrible, який вона була змушена грати, що підсилювало її тривожність і депресивний стан. 1967 року Пісарник втратила батька, що стало для неї ударом і причиною постійних роздумів про смерть.
1968 року Алехандра Пісарник публікує найвідомішу поетичну збірку «Extracción de la piedra de locura», а 1969 — п'єсу «Los poseídos entre lilas».
Намагаючись вирватися з депресії, 1969 року здійснює подорож до Нью-Йорка і Парижа, але це не приносить розради. 1970 року вона вчиняє першу спробу самогубства. 1971 після курсу психотерапії її стан покращується і вона публікує оповідання «La condesa sangrienta», присвячене Єлизаветі Баторій, і збірку поезій «El infierno musical»..
Після другої спроби суїциду Пісарник поміщена до психіатричної лікарні Буенос-Айреса. 25 вересня 1972 року, пішовши з клініки з дозволу лікарів додому, 36-річна Алехандра Пісарник покінчила з собою, прийнявши 50 пігулок секоналу. 26 вересня відбулося прощання з поеткою у будинку Спілки письменників Аргентини. Алехандру Пісарник поховали на єврейському цвинтарі Ла-Таблада в окрузі Ла-Матанса (передмістя Буенос-Айреса).

## Особисте життя
Алехандра Пісарник була бісексуалкою або лесбійкою, але у більшості своїх робіт згадки про стосунки з жінками вона самоцензурувала.  Деякі з її творів, які мають фокус на лесбійських стосунках, а також частина щоденників, яка торкається стосунків з жінками і сексуальності, не були опублікована досі через позицію спадкоємців та виконавців заповіту.

## Визнання
Складна ідентичність, нетипова зовнішність, проблеми зі здоров'ям та психічні розлади не завадили Алехандрі Пісарник стати однією з найбільш визнаних письменниць Аргентини та однією з небагатьох відомих у світі латиноамериканських поеток.
1965 року Пісарник отримала літературну премію Буенос-Айреса за поезію (ісп. Premio Municipal de Poesía), 1969 — грант Ґуґґенгайма, 1971 — стипендію Програми Фулбрайта. Вірші і проза Пісарнік перекладені англійською, німецькою, французькою, італійською, португальською, шведською, чеською, словенською та іншими мовами.
Іменем Алехандри Пісарник названо площу в Авельянеді, також у цьому місті на вул. Гуемеса знаходиться пам'ятник їй. На будинку у буенос-айресському районі Реколета, де поетеса провела останні роки, встановлено меморіальну дошку.

## Твори
Проживши недовге життя, Алехандра Пісарник залишила після себе значний творчий доробок у вигляді низки поетичних збірок, щоденника на тисячу сторінок, сюрреалістичних оповідань, п'єси і новел, листування з багатьма відомими творчими людьми, публіцистики.
- La tierra más ajena (1955)
- Un signo en tu sombra (1955)
- La última inocencia (1956)
- Las aventuras perdidas (1958)
- Árbol de Diana (1962)
- Los trabajos y las noches (1965)
- Extracción de la piedra de locura (1968)
- Nombres y figuras (1969)
- Poseídos entre lilas (1969)
- El infierno musical (1971)
- La condesa sangrienta (1971)
- Los pequeños cantos (1971)

Після смерті письменниці опубліковано збірки її творів:
- El deseo de la palabra (1975)
- Entrevistas (1978)
- Zona prohibida (1982)
- Poemas (1982)
- Textos de Sombra y últimos poemas (1982)
- Prosa poética (1987)
- Correspondencia Pizarnik (1998)
- Obras completas (2000)
- Poesía completa (2000)
- Prosa completa (2002)
- Diarios (2003)

### Переклади українською
Не зважаючи на її українське коріння, вірші Алехандри Пісарник не видавалися українською. У серпні-грудні 2017 року Посольство Аргентини в Україні проводило конкурс аматорських перекладів поезій Пісарник. Нагородження переможців відбулося 19 лютого 2018 року.